# Phyllachora eleusines
Phyllachora eleusines är en svampart som beskrevs av Speg. 1902. Phyllachora eleusines ingår i släktet Phyllachora och familjen Phyllachoraceae.   Inga underarter finns listade i Catalogue of Life.